# Kfar Saba

Vista de Kfar Saba

Kfar Saba (en hebreo: כְּפַר סָבָא‎; en árabe: كفر سابا) es una ciudad del Distrito Central de Israel.

## Historia
Kfar Saba (antigua Cafarsaba) fue un importante asentamiento perteneciente a la tribu de Efraín, en el sur del Sharon durante el período del Segundo templo.
Se menciona por primera vez en los escritos de Flavio Josefo, durante un intento de Alejandro Janneo de poner fin a una invasión del Norte dirigida por Antíoco XII Dioniso de Siria (Antigüedades judías, libro 13, capítulo 15).
Kfar Saba también aparece en el Talmud en relación con el maíz y el diezmo de Cafarsaba, el acuerdo fue probablemente debido al nombre de una persona llamada Saba, a pesar de la importancia de esta persona no se le conoce.
La tierra, que se convirtió en la moderna ciudad de Kfar Saba, fue comprada por una sociedad judía para realizar un asentamiento en 1898. A pesar de atractivos anuncios en Jerusalén y en Londres, los intentos de vender las parcelas a los particulares no tuvieron éxito, debido a que la tierra se encontraba en una zona muy desolada, lejos de cualquier otro asentamiento judío.
El pachá otomano de Naplusa, a cuya gobernación la tierra pertenecía, se negó a dar los permisos de construcción, por lo tanto, los primeros colonos se vieron obligados a vivir en chozas de barro y paja. Se ganaban la vida cultivando almendras, uvas y aceitunas. La mayor parte de la mano de obra en la tierra eran árabes de Qalqilya, quienes hicieron una costumbre de arrancar los cultivos y golpear a los residentes judíos. Sólo en 1912 se permite a los colonos judíos edificar y trasladarse a una vivienda permanente. 
En la Primera Guerra Mundial, Kfar Saba fue línea del frente entre el ejército británico y el ejército Otomano, y fue destruida. Al mismo tiempo cerca de mil residentes de Tel Aviv y Jaffa vienen a vivir a la ciudad, ya que habían sido expulsados por la fuerza de sus hogares por los otomanos, debido a los pogromos de 1921. En 1924 se unieron a ellos otros colonos. En este período se desarrolla el cultivo de cítricos. En 1937, Kfar Saba fue declarada un concejo local. 
En el momento de la revuelta árabe, en 1936-1939, al igual que en 1948 durante la Guerra de independencia de Israel, la población de Kfar Saba sufrió ataques desde los países árabes vecinos, poco tiempo antes de la Declaración de independencia de Israel.
Durante la Guerra de los Seis Días, Kfar Saba sufrió ataques desde el vecino pueblo de Qalqilya que se encuentra justo en la línea del armisticio de 1949 con Jordania.

## Demografía

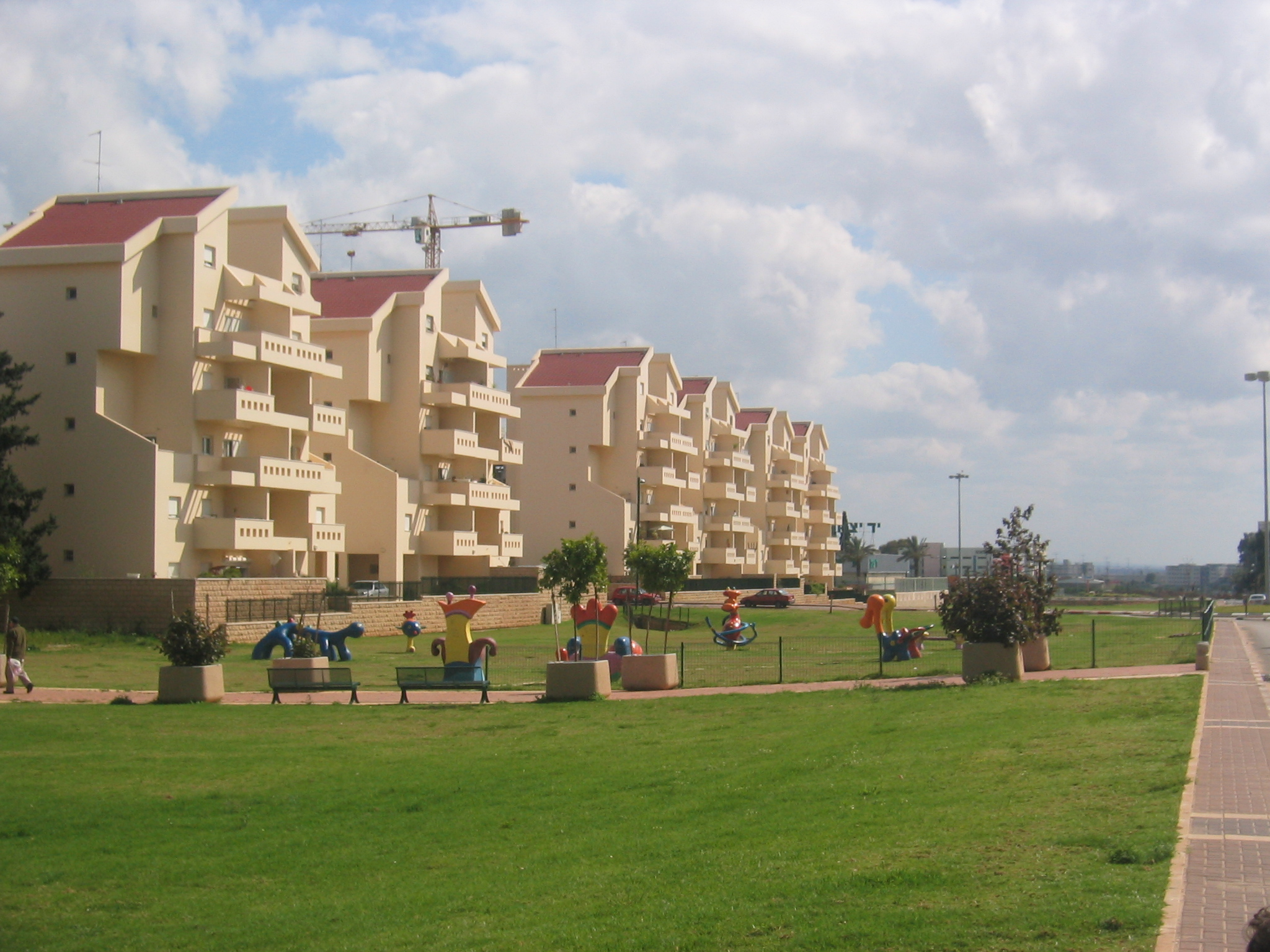
El nuevo distrito Hadarim.

Según la Oficina Central de Estadísticas de Israel (CBS), para el año 2011, la composición étnica de la ciudad fue del 97,8% judíos y 2,2% otros. Además, había 4.126 inmigrantes residentes. Asimismo, de acuerdo con la CBS, había 56.500 hombres y 62.500 mujeres en 2011. La pirámide de la población de la ciudad es la siguiente: 31,1% hasta 19 años de edad, 16,3% entre 20 y 29, el 17,7% entre 30 y 44, el 20,2% de 45 a 59, el 3,5% de 60 a 64, y 11.3% 65 años de edad o más. La tasa de crecimiento demográfico fue del 2,0% para ese año.
La ciudad ocupa un lugar destacado en la escala socioeconómica 

## Ingresos

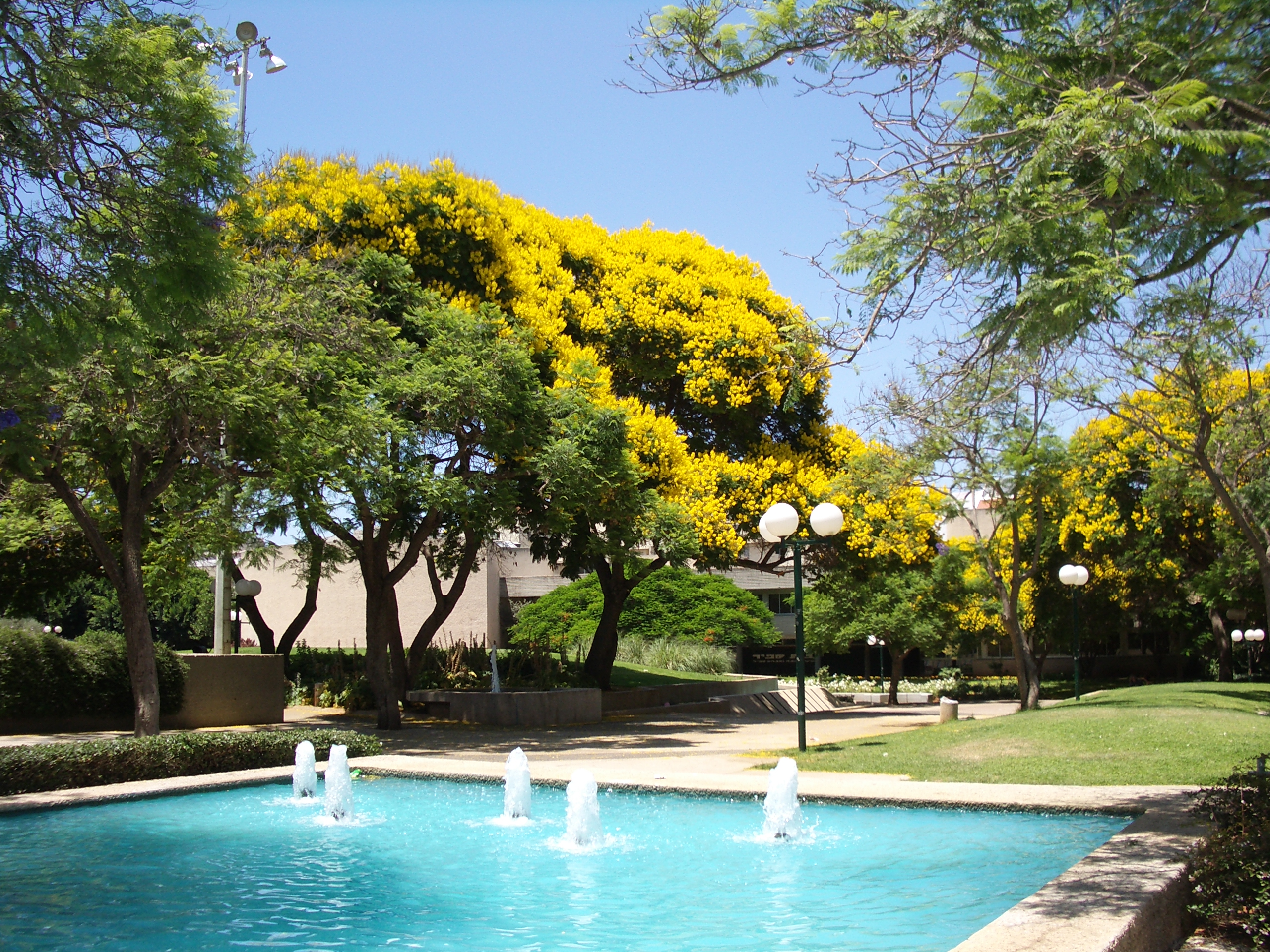
Paisaje de Kfar Saba en verano.

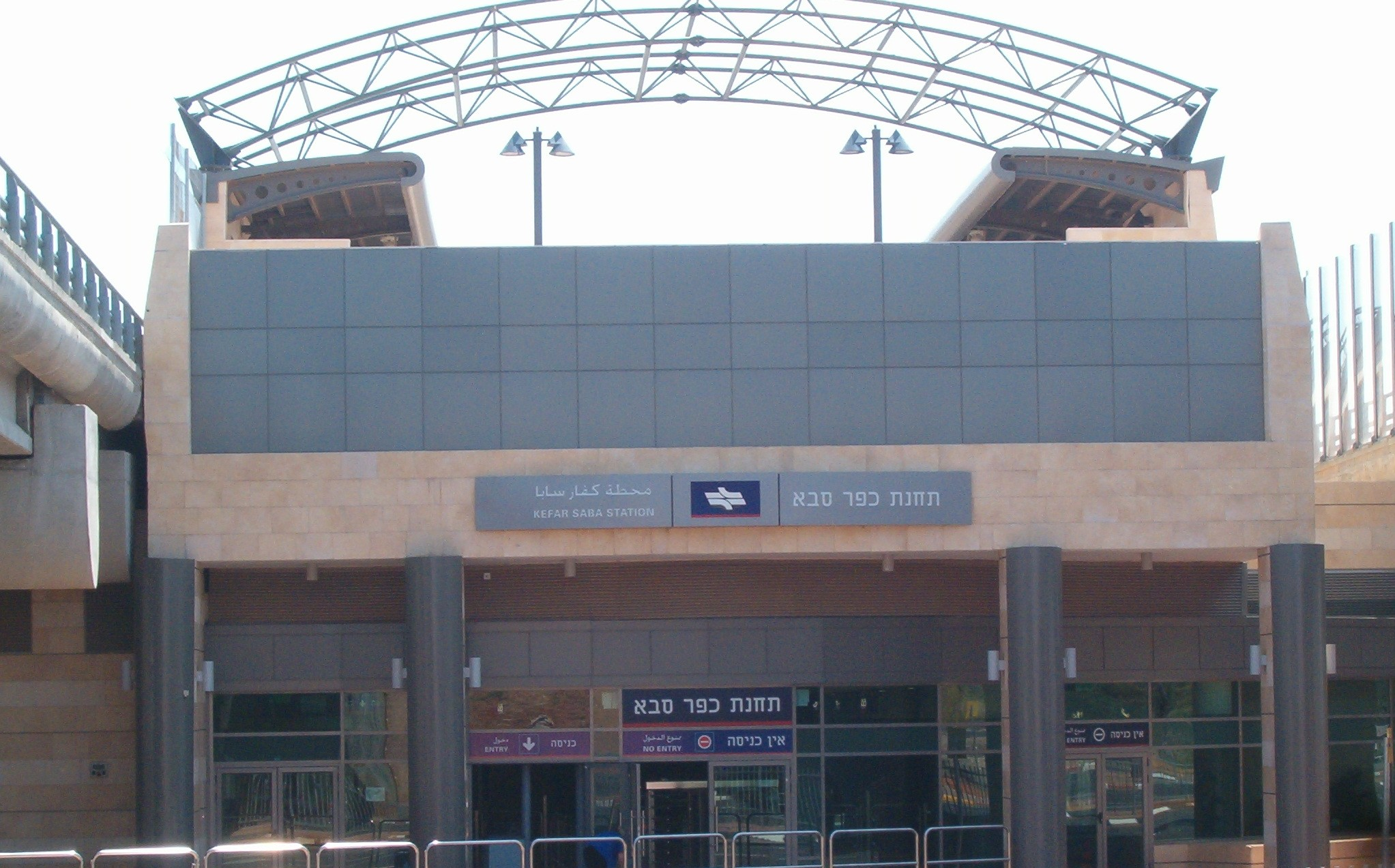
Estación del tren Kfar Sava.

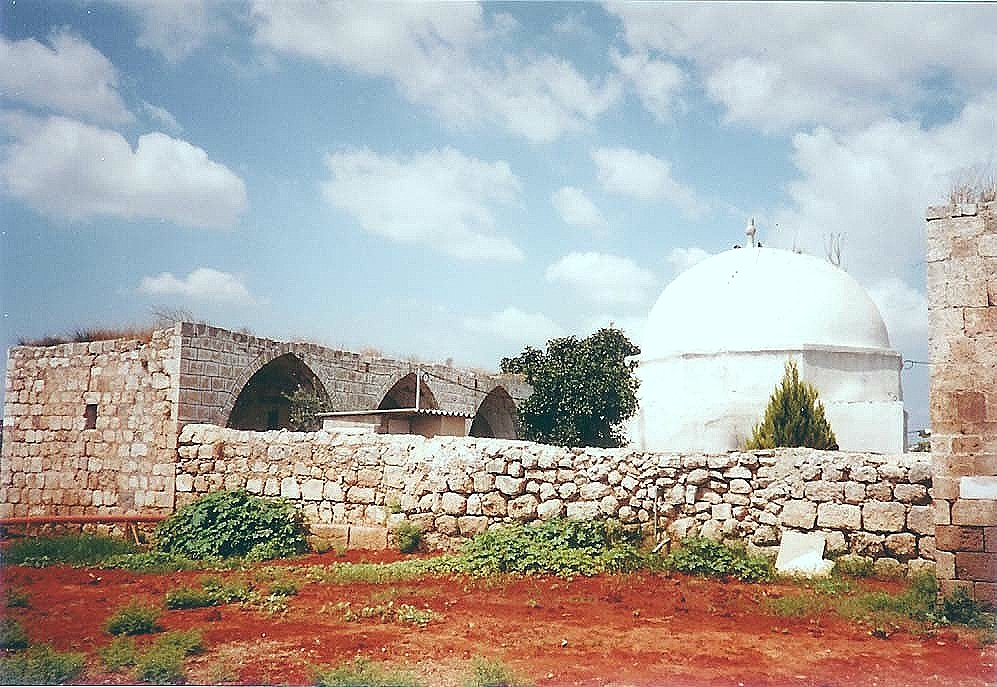
Mausoleo de Nabi Yamin (Tumba de Benjamin,Hijo de Jacob).

Según la CBS, había 50.672 trabajadores asalariados y 5.648 autónomos en Kfar Saba, en el año 2011. El promedio de salario mensual en 2011 para un trabajador asalariado ILS 8.460, un cambio real de 0,1% en el transcurso de 2011. Los hombres asalariados tienen un salario promedio mensual ILS 9.343 (un cambio real de 0,9%) versus ILS 5.033 para las mujeres (un cambio real de 0,7%). La media de ingresos para los trabajadores por cuenta propia fue ILS 15.000.
5.015 personas recibieron subsidios de desempleo y 5.682 personas recibieron una garantía de ingresos,para ese año.

## Educación
Según la Oficina Central de Estadística, Kfar Saba cuenta con 37 escuelas con una población estudiantil de 24,598. Hay 20 escuelas primarias (13,148 alumnos) y 21 escuelas secundarias (11,450 estudiantes).

## Salud
La población de Kfar Sava es servida por el Hospital Meir.

## Arqueología
Restos de un antiguo pueblo israelita fueron descubiertos al este de la ciudad, y se cree que son las ruinas de la bíblica Capharsaba. Algunos de los hallazgos arqueológicos se pueden observar cerca de la fábrica abandonada de acero (Tzomet Pladah).

## Celebridades

### Residentes en Kfar Saba
- Gabi Ashkenazi, exjefe de las FDI.
- Miki Berkovich, exjugador de baloncesto.
- Galit Chait, patinadora de hielo.
- David Klein, el exgobernador del Banco de Israel.
- Idan Raichel, músico.
- Pinchas Sapir, político.
- Harel Skaat, cantante.
- Shelly Yachimovich, periodista y político.
- Lee Biran, cantante.

### Fallecidos en Kfar Saba
- Jaimito Cohen, actor argentino.

## Conflicto palestino-israelí
Kfar Saba, que se encuentra justo al lado de la Línea Verde, que la divide de la ciudad palestina de Qalqilya, ha sido un blanco frecuente de ataques terroristas. 
En mayo de 1991, un palestino suicida que llevaba un cinturón explosivo, mató a un médico y provocó 50 heridos en una parada de autobús en Kfar Saba.
En marzo de 1992, un palestino abrió fuego contra los transeúntes en una importante intersección, matando a una niña israelí e hiriendo a 16 antes de ser acribillado y muerto. 
En abril de 2003, un palestino se voló a sí mismo en la estación de tren de Kfar Saba, durante la hora pico de la mañana, matando a un guardia de seguridad e hiriendo a 10 transeúntes.

## Ciudades hermanas
- Columbus (Ohio, Estados Unidos)
- Delft (Países Bajos)
- Jinan (República Popular China)
- San José (Costa Rica)
- Maracaibo (Venezuela)
- Ciudad Bolívar (Venezuela)
- Mülheim an der Ruhr (Alemania)
- Amán (Jordania)
- Wiesbaden (Alemania)
- Ciudad de Guatemala (Guatemala)[1]